# Rigssal
"Jehovas Vidners Rigssal" er den betegnelse, som Jehovas Vidner anvender om deres mødelokaler. Den engelske betegnelse "Kingdom Hall" blev første gang i 1935 anvendt om trossamfundets bygning i Honolulu på Hawaii. Rigssalene anvendes til størstedelen af Jehovas Vidners offentlige møder og bibelkurser.
Rigssalene kan variere meget i udseende, men fælles for dem er at de er indrettet på en måde der bærer præg af at være praktiske undervisningslokaler. Rigssalene bygges ofte af vidnerne selv. Indretningen er enkel, men ofte med hjælpemidler som højttaleranlæg og whiteboards. Jehovas Vidner anvender ikke religiøse symboler og sådanne findes derfor heller ikke i rigssalene, men væggene kan være udsmykket med kunst. I alle rigssale ses en "årstekst" på væggen bag talerpulten. Årsteksten er et skriftsted fra Bibelen som er bestemt af det styrende råd i Brooklyn, New York. Rigssalene har en litteraturdisk hvor Jehovas Vidners litteratur han fås uden betaling, og en bidragsbøsse til anonyme pengebidrag.
I Danmark findes over 140 rigssale, heraf nogle med flere mødesale. Antallet af rigssale i hele verden oplyses ikke, men ifølge Vagttårnet 1. november 2004 blev der sidst i det 20. århundrede påbegyndt et særligt byggeprogram for rigssale i økonomisk dårligt stillede lande. I 2004 omfattede byggeprogrammet 116 sådanne lande, og videofilmen "Building Kingdom Halls Around the World" fra 2007 fortæller at der under dette byggeprogram er blevet opført 11.560 rigssale. Byggeprogrammet fortsætter for at dække behovet for endnu 13.450 nye rigssale i disse lande. Bygning og drift af rigssale finanseres af frivillige, anonyme bidrag og udføres som oftest ved frivilligt arbejde.

## Aktiviteter i rigssalene
En menighed af Jehovas Vidner organiserer hver uge to møder i rigssalen, hvor der er forskellige former for bibelundervisning. Møderne er åbne for offentligheden, og der er gratis adgang. De fleste menigheder har et møde i løbet af søndagen, hvor der holdes et Offentligt foredrag, ofte af en taler fra en anden menighed, efterfulgt af en fælles drøftelse af ugens artikel fra studieudgaven af bladet Vagttårnet. En anden dag, som regel en hverdagsaften, bliver der afholdt et møde der har fokus på at uddanne Jehovas Vidner til at blive bedre undervisere over for offentligheden. Rigssale i de større byer benyttes ofte af flere menigheder, og nogle rigssale har flere mødesale så flere menigheder kan holde møder samtidigt.

## Elementer ved møderne

### Tjenestemøde
Dette møde blev ændret per 4. januar 2016. Første del begynder med sang og bøn, efterfølgende indledning til aftens møde. Mødet afsluttes på sammen måde.
- "Perler af Guds Ord" - Der drøftes enkelte spørgsmål over et forskrevet del af bibelen og relevante artikler i nogle publikationer.
- "Bliv dygtigere til at forkynde" - Her vises eksempler hvordan man kan forkynde. Dette del erstatter den tidligere "Teokratiske Skole", hvor medlemmerne lærer at forkynde ud fra Bibelen samt at forbedre deres læseevner.

- "Vores liv som kristne" er anden del af mødet og indledes med en sang. Der gennemgås en artikel fra et "Arbejdshæfte til Tjenestemødet" hvor der er deltagelse fra tilhørerne, som opfordres til at kommentere. Nogle gange er der et foredrag om lokalt behov. Dette del efterfølges af et 30 minutters "menighedsbogstudium".[3] Mødet afsluttes med sang og bøn.

Det ugentlige pensum, som gennemgås ved Tjenestemødet, er det samme over hele jorden. Møderne varer med sang og bøn i alt 1 time og 45 minutter.

### Weekendmøder
Primært om søndagen holdes der typisk et offentligt foredrag om et tema, som bliver behandlet ud fra et bibelsk synspunkt; foredraget varer 30 minutter. Efterfølgende fortsatter mødet med et studie af en artikel i Vagttårnet – Forkynder af Jehovas Rige. Dette studium varer en time. Det offentlige foredrag og studiet af Vagttårnet finder sted samme dag. Hele mødet varer en time og tre kvarter, inklusive sang og bøn.

### Andre aktiviteter
Udover disse programmer er der andre aktiviteter i rigssalene:
- Tjenestesamling[4]
- Mindehøjtiden[5]
- Særforedrag[6]
- Beteltale[7]
- Bryllup[8]
- Begravelser